# События в Европе, предшествовавшие Второй мировой войне
События в Европе, предшествовавшие началу Второй мировой войны, можно условно разделить на два основных периода.
Первый период (1933—1936 гг.) был связан с приходом к власти в Германии НСДАП, укреплением её власти, нацификацией всех сфер жизни в Германии и накоплением внутренних резервов для подготовки к реваншу за поражение в Первой мировой войне. Прежде всего речь идёт о ревизии Версальского мирного договора в плане реализации курса Адольфа Гитлера на достижение военного паритета с ведущими мировыми державами.
Уже 14 октября 1933 года Германия объявила о выходе из Лиги наций. В январе 1935 года в результате плебисцита Германии был возвращён Саар, который до этого находился под протекторатом Лиги наций, а в марте Гитлер заявил о разрыве Версальского договора и о восстановлении всеобщей воинской повинности, то есть о создании регулярной армии рейха — вермахта, включая люфтваффе и кригсмарине. 18 июня того же года было заключено германо-британское морское соглашение. В 1936 году германская армия вступила в демилитаризованную Рейнскую область. В том же году в связи с гражданской войной в Испании сформировалась коалиция стран оси «Берлин — Рим», и был заключён Антикоминтерновский пакт с Японией.
Второй период приходится на 1936—1939 гг., когда руководство нацистской Германии, не прибегая к прямой военной конфронтации, под предлогом борьбы с коммунистической угрозой начало вводить силовую составляющую в свою внешнюю политику, постоянно вынуждая Великобританию и Францию идти на уступки и соглашательство. В эти годы нацистской Германией был создан плацдарм для будущей войны: в марте 1938 года был осуществлён аншлюс Австрии, в сентябре 1938 — марте 1939 годов к Германии были присоединены Чехия и Клайпедский край.
К 1939 году в результате кризиса и краха Версальско-Вашингтонской системы международных отношений — системы мирового порядка, основы которого были заложены по завершении Первой мировой войны 1914—1918 годов, — произошло оформление двух военно-политических блоков великих держав, в которых Великобритания и Франция противостояли Германии и Италии, к которым тяготела Япония. СССР и США занимали выжидательную позицию, рассчитывая использовать войну между этими блоками в своих интересах. Военно-политические блоки, сложившиеся в Европе, стремились к достижению собственных целей, что увеличило риск начала общей мировой войны.
Великобритания и Франция стремились направить германскую экспансию на Восток, что должно было привести к столкновению Германии с СССР, их взаимному ослаблению, и упрочило бы положение Лондона и Парижа в мире. Советское руководство делало всё возможное, чтобы отвести угрозу втягивания в возможную европейскую войну. Эта война должна была ослабить Германию, Великобританию и Францию, что в свою очередь позволило бы СССР максимально расширить своё влияние на континенте. Преследуя свои геополитические цели и интересы Советский Союз до своего открытого военного столкновения с Германией 22 июня 1941 года, вёл свои собственные захватнические войны, играя на противоречиях двух основных противоборствующих коалиций (в частности, Польский поход РККА, последующий ввод советских войск в Литву, Латвию, Эстонию, Бессарабию, Зимняя война с Финляндией).
Со своей стороны Германия, осознавая невозможность одновременного военного конфликта с коалицией великих держав, рассчитывала на локальную операцию против Польши, что улучшило бы её стратегическое положение для дальнейшей борьбы за гегемонию в Европе с Великобританией, Францией и СССР. Италия стремилась получить новые уступки от Лондона и Парижа в результате их конфликта с Германией, но сама не торопилась вступать в войну. США была нужна война в Европе, чтобы исключить возможность англо-германского союза, окончательно занять место Англии в мире и ослабить СССР, что позволило бы им стать основной мировой силой. Япония, пользуясь занятостью остальных великих держав в Европе, намеревалась закончить на своих условиях войну в Китае, добиться от США согласия на усиление японского влияния на Дальнем Востоке и при благоприятных условиях поучаствовать в войне против СССР. Так, в результате действий всех основных участников предвоенный политический кризис перерос в войну, развязанную Германией.

## Последствия Первой мировой войны для Германии
Первая мировая война привела к установлению в Европе Версальской системы международных отношений, призванной формально закрепить итоги войны. Версальская система в значительной степени была сформирована под влиянием политических и военно-стратегических соображений стран-победительниц (главным образом, Великобритании и Франции) при игнорировании интересов побеждённых и вновь образованных стран (Австрия, Венгрия, Югославия, Чехословакия, Польша, Финляндия, Латвия, Литва, Эстония), что делало её уязвимой и не способствовало долговременной стабильности в мировых делах. В числе государств, недовольных установившимся порядком, основную роль играли Германия и Италия, готовые к совместному сотрудничеству с целью пересмотра итогов войны.
В результате Версальского мира от Германской империи были отторгнуты территории, заселённые этническими немцами, что создавало прогерманские очаги в соседних с Германией странах. Версальским мирным договором налагались ограничения на германские армию и флот. Численность армии не должна была превышать 100 000 человек, запрещалось строить линкоры, создавать авиацию и танковые войска, модернизировать артиллерию.

## Образованиенацистской Германии. Демонтаж Версальской системы и милитаризация Германии
30 января 1933 года в Германии к власти приходит А. Гитлер, лидер НСДАП. Нацисты, взяв за основу труд Гитлера «Майн кампф» (1925) с его идеологией завоевания для арийской расы «жизненного пространства», принялись активно готовить базу для реализации конкретных текущих и среднесрочных внешнеполитических задач. В этой работе Гитлер заявлял, что «нам предстоит ещё очень большая и тяжёлая борьба с Францией», «поскольку она обеспечит нам тыл в борьбе за увеличение наших территорий в Европе», «при этом нам нужны такие земли, которые непосредственно примыкают к коренным землям нашей Родины… Когда мы говорим о завоевании новых земель в Европе, мы, конечно, можем иметь в виду в первую очередь только Россию и те окраинные государства, которые ей подчинены».
Для нацистов было принципиально важно постепенно освободиться от сдерживавших Германию положений Версальской системы и тем самым проложить дорогу для ничем не ограниченной подготовки к войне. Для этого германское руководство успешно противодействовало созданию в Европе системы коллективной безопасности. Нацистская верхушка умело использовала антисоветские настроения в правящих кругах ведущих западных держав, доказывая необходимость создания единого фронта борьбы против СССР и, как следствие, военно-политического «равноправия» с другими странами. Германская пропаганда утверждала, что поскольку Германия является «щитом против большевистской опасности и защитницей западной цивилизации», то ей требуются адекватные вооружённые силы. «Равноправный» уровень вооружений являлся на деле лишь прикрытием для начального этапа создания мощной боевой армии.
Правительства западных стран отказались осудить односторонние действия Гитлера и в ряде заявлений выразили свою готовность вести переговоры с Германией вне рамок конференции по разоружению и Лиги наций. Тем самым идее создания системы коллективной безопасности был нанесён непоправимый удар.
Во многом благодаря политике США, Великобритании и Франции Германия перестала соблюдать ограничения, наложенные на рост её военного потенциала Версальским договором. Вместе с этим возросли и военные расходы: с 1 млрд долларов в 1933 году до 6,5 млрд в 1938 году. Если в 1933 году военные расходы третьего рейха составляли 4 % от всего бюджета, в 1934 − 18 %, то в 1936 — уже 39 %. А в 1938 году на них приходилось 50 %. При помощи компаний США, Великобритании и Франции в короткий срок в Германии было построено более 300 крупных военных заводов.
Уже 14 октября 1933 года Германия объявила о выходе из Лиги наций. В январе 1935 года в результате плебисцита Германии был возвращён Саар, который до этого находился под протекторатом Лиги наций, а в марте Гитлер заявил о разрыве Версальского договора и о восстановлении всеобщей воинской повинности, то есть о создании регулярной армии рейха — вермахта, включая люфтваффе. 18 июня 1935 года было заключено англо-германское морское соглашение, что явилось двусторонним нарушением Версальского мирного договора. Таким образом Германия получала право довести общий тоннаж своего флота до 420 595 длинных тонн.
В 1936 году германская армия вступила в демилитаризованную Рейнскую область. Ремилитаризация Рейнской области позволила занять удобный плацдарм для последующего военного удара по западным соседям Германии — Франции, Бельгии, Голландии и Люксембургу. На западных границах Третьего рейха возводился Западный вал («линия Зигфрида»), сооружались военные укрепления, мосты и автострады, ведущие к границам соседних стран. В том же году в связи с гражданской войной в Испании была создана ось «Берлин — Рим» и заключён Антикоминтерновский пакт с Японией. 24 августа 1936 г. был опубликован закон о продлении срока службы в германской армии с одного до двух лет. К концу 1936 года в Германии насчитывалось 14 армейских корпусов и одна кавалерийская бригада. Регулярная армия достигла численности 700—800 тыс. человек. В 1936 году Германия имела уже не менее 1500 танков. Её промышленность выпускала более 100 танков в месяц. Громадные средства затрачивались и на создание авиации. В 1936 году германский военно-воздушный флот насчитывал 4500 самолётов. По всей Германии была развёрнута широкая сеть аэродромов, число которых превышало 400. В 1939 году сухопутные войска Третьего рейха насчитывали 2,6 млн человек, ВВС — 400 тыс., ВМФ — 50 тыс. человек.

## Гражданская война в Испании
В июле 1936 года в Испании начался военный путч против левого правительства Народного фронта, переросший в полномасштабную гражданскую войну. Мятежников возглавил генерал Франко. Гражданская война в Испании стала первым вооружённым конфликтом, в котором совместно выступили Германия и Италия. Германия предоставила Франко транспортные самолёты, на которых его 18-тысячная армия была переброшена в Южную Испанию из африканских колоний, осуществляла поставки оружия и военного снаряжения. С 27 августа 1936 года к участию в боевых действиях были привлечены лётчики люфтваффе, в ноябре 1936 года в Испанию был направлен «легион Кондор», сформированный из военнослужащих германской и итальянской армии. Личный состав немецких частей в Испании непрерывно обновлялся, чтобы дать возможность большему количеству военнослужащих вермахта получить боевой опыт. Общая численность немецких солдат и офицеров, принимавших участие в войне против Испанской республики, достигла 50 тыс. человек. 25 октября 1936 года в Берлине был подписан германо-итальянский протокол о взаимопонимании, который несколько дней спустя Муссолини назвал «осью Берлин-Рим». Германия признала существующее положение в Эфиопии, стороны оговорили линии разграничения их экономических интересов в бассейне Дуная и договорились о проведении согласованной линии в испанском вопросе. Берлинский протокол оформил партнёрские отношения между Германией и Италией, которые были формализованы 22 мая 1939 года с заключением военно-политического союза («стальной пакт»).
18 ноября 1936 года Германия официально признала режим Франко. 20 марта 1937 года в Саламанке был подписан секретный протокол, по которому генерал Франко взял обязательство согласовывать с Германией «необходимые меры для защиты страны от коммунизма», «поддерживать контакт и информировать» Германию «по вопросам международной политики, представляющим интерес для обеих сторон»; если Германия окажется в состоянии войны, «избегать всего, что может оказаться полезным её противнику». Наряду с официальным торговым договором, заключённым между Германией и франкистской Испанией 12 июля 1937 года, был подписан ряд секретных соглашений о торговых и инвестиционных преференциях для Германии, а также о поставках сырья и продовольствия. Военная помощь Германии и Италии способствовала тому, что соотношение сил стало меняться в пользу франкистов и к концу 1937 года Франко получил явное военное преимущество. В марте 1939 года республиканцы потерпели окончательное поражение. В стране была установлена правая диктатура.

## Территориальная экспансия Германии

### Протокол Хоссбаха
5 ноября 1937 года состоялось совещание Адольфа Гитлера с военным и внешнеполитическим руководством нацистской Германии, на котором Гитлер изложил свои экспансионистские планы в Европе, в первую очередь относительно захвата Австрии и Чехословакии. Протокол совещания позднее использовался как важное вещественное доказательство на Нюрнбергском процессе. Как следует из протокола, Гитлер уже в то время намеревался начать территориальную экспансию в Европе с целью получения доступа к источникам сырья для германской экономики.

### Присоединение Австрии
25 июля 1934 года в Австрии была предпринята попытка нацистского путча. Путчисты убили федерального канцлера Энгельберта Дольфуса, однако войскам удалось подавить мятеж. Выступление австрийского «штандарта СС-89» произошло при подстрекательстве Германии и в расчёте на её военную поддержку. Однако на события в Вене решительно среагировала Италия. Муссолини приказал итальянским войскам сосредоточиться у итало-австрийской границы, угрожая вмешательством. Демонстрация силы произвела впечатление на Гитлера, и он распорядился свернуть активность нацистов в Австрии. Новым федеральным канцлером стал Курт Шушниг, продолживший политику Дольфуса.
Летом 1936 года произошло сближение Германии и фашистской Италии. Италия, ослабленная экономическими санкциями, наложенными на неё за войну в Эфиопии, выразила готовность пожертвовать Австрией в пользу Германии, чтобы заручиться её поддержкой в борьбе против Великобритании и Франции на Средиземном море и в Африке. Ранее Германия отказалась присоединиться к европейским санкциям и поставляла Италии необходимое ей сырьё. В обстановке германо-итальянского сближения 11 июля 1936 года Германии удалось навязать Австрии «договор о дружбе», в котором Германия обещала уважать австрийский нейтралитет, а австрийское правительство подтвердило, что Австрия признаёт себя германским государством. В правительство Австрии вошли два представителя нацистской партии, была проведена амнистия участникам путча 1934 года, снят запрет на ввоз пропагандистских материалов из Германии.
12 февраля 1938 года Гитлер на переговорах в своей альпийской резиденции Берхтесгаден предъявил австрийскому канцлеру Курту фон Шушнигу ультиматум, потребовав немедленного подписания нового соглашения с Германией, амнистирования и снятия запрета на деятельность австрийских нацистов, назначения одного из их лидеров Артура Зейсс-Инкварта министром общественного порядка и безопасности, а другого — Глейс-Хорстенау — главой военного ведомства. По требованию Германии германская и австрийская армии должны были установить между собой тесные контакты, включая обмен офицерами, а Австрия должна была быть включена в германскую экономическую систему.
22 февраля 1938 года британский премьер-министр Невилл Чемберлен заявил в парламенте, что Австрия не может рассчитывать на защиту Лиги Наций.
11 марта Курта фон Шушнига под давлением Германии и местных нацистов вынудили уйти в отставку, передав власть Артуру Зейсс-Инкварту. От имени последнего в Берлин была направлена просьба незамедлительно направить в Австрию войска. 12 марта германские войска, заранее сосредоточенные на границе, вступили в Австрию. Австрийская армия, получившая приказ не оказывать сопротивления, капитулировала. 13 марта был опубликован закон «О воссоединении Австрии с Германской империей», согласно которому Австрия объявлялась «одной из земель Германской империи» и стала называться «Остмарк». 10 апреля в Германии и Австрии был проведён плебисцит о присоединении Австрии. По официальным результатам, в Германии за аншлюс проголосовало 99,08 % жителей, в Австрии — 99,75 %. В результате аншлюса территория Германии увеличилась на 17 %, население — на 10 % (на 6,7 млн человек). В состав вермахта были включены 6 сформированных в Австрии дивизий.

### Раздел Чехословакии
В октябре 1934 года по инициативе и при финансовой поддержке Германии в Судетской области Чехословакии была создана политическая партия судетских немцев под названием Германский внутренний фронт, преобразованная весной 1935 года в Судетскую немецкую партию (СНП). СНП строилась по образцу НСДАП.
24 апреля 1938 года лидер Партии судетских немцев Конрад Генлейн, руководствуясь указаниями Гитлера, на съезде своей партии в Карловых Варах предъявляет чехословацкому правительству целый набор претензий (так называемую «карлсбадскую программу»). Судетские нацисты требуют признать немецкую национальную группу юридическим лицом; точно определить территорию, населяемую в Чехословакии немцами, и предоставить ей полное национальное самоуправление; на этой территории всех чиновников-чехов заменить немцами; автономию распространить и на немцев, живущих за пределами этой территории; предоставить полную свободу для нацистской пропаганды по всей Чехословакии. В мае нацисты провоцируют крупные беспорядки в приграничных областях Чехословакии, обратившись к германскому руководству с просьбой о помощи. На чехословацкой границе сосредотачиваются германские войска, готовые к вторжению. Под давлением внутриполитической оппозиции чехословацкое правительство отдаёт распоряжение о частичной мобилизации, укрепляет гарнизоны пограничных крепостей и усиливает персонал, обслуживающий другие оборонительные сооружения. На фоне международных протестов и предостережений со стороны чехословацкого военного руководства Гитлер временно отступает.
12 сентября 1938 года после провала переговоров между чехословацким правительством и Генлейном его сторонники организуют массовые выступления, что вынуждает правительство Чехословакии ввести в населённые немцами районы войска и объявить там военное положение.
13 сентября британский премьер Н. Чемберлен телеграммой уведомляет Гитлера о готовности посетить его «ради спасения мира». Встречаясь с фюрером 15 и 22 сентября, Чемберлен сообщает, что вопрос о судетских немцах решён английским и французским правительствами в соответствии с пожеланиями Германии.
29—30 сентября подписано Мюнхенское соглашение Невилла Чемберлена, французского премьер-министра Эдуара Даладье, Адольфа Гитлера и Бенито Муссолини. Соглашение предусматривало «уступку», а по сути насильственное отторжение от Чехословакии и передачу Германии Судетской области и пограничных с Австрией районов. Чехословакию обязали также удовлетворить территориальные претензии Венгрии (получила часть Словакии) и Польши (получила Тешинскую Силезию). В результате от Чехословакии было отторгнуто около 20 % территории, где проживала четверть населения страны и размещалось около половины мощностей тяжёлой промышленности. Саму Чехословакию на переговоры не пригласили. 1—10 октября Судетская область была оккупирована и присоединена к Рейху под именем Судетенланд.
21 сентября, в самый разгар Судетского кризиса, Польша предъявила Чехословакии ультиматум о «возвращении» ей Тешинской области, где проживало 80 тысяч поляков и 120 тысяч чехов. 30 сентября 1938 года, в день подписания Мюнхенского соглашения, Польша направила Чехословакии очередной ультиматум и 1 октября одновременно с немецкими войсками ввела свою армию в Тешинскую область (Заользье) — предмет территориальных споров между ней и Чехословакией в 1918—1920 годах. 24 ноября этот регион был аннексирован.
2 ноября прошёл первый Венский арбитраж. По решению Германии и Италии населённые преимущественно этническими венграми южные районы Словакии и юго-западные районы Подкарпатской Руси были переданы Венгрии.
В марте 1939 года Чехословакия прекратила своё существование как единое государство. 14 марта Словацкая республика провозгласила «независимость под защитой» Третьего рейха, а президент Чехословакии выехал в Берлин, где в ходе «переговоров» дал согласие на политическое переустройство своей страны. 15 марта германские войска вступили в Прагу и оккупировали оставшуюся часть Чехии. Германия объявила о создании в Чехии Протектората Богемии и Моравии. 14—18 марта Венгрия при поддержке со стороны Польши оккупировала Закарпатье.
В результате политики сдерживания и «умиротворения», которую проводили Великобритания и Франция, Германия чрезвычайно усилилась. Военная промышленность Чехословакии перешла в руки нацистов, им же достались в полной сохранности укрепления в Судетах. Немецкие моторизованные части пополнились тысячами легковых автомобилей и грузовиков, получив 1865 тяжёлых машин Praga Av и «Татра-82», а также грузовики Mikov МNО, «Татра-82» и «Татра-85», 469 танков, 1500 самолётов, более 500 зенитных орудий, 43 тысячи пулемётов, более 1 миллиона винтовок, 1 миллиард патронов, 3 миллиона артиллерийских снарядов, а также оружейные заводы «Шкода», уступавшие лишь крупповским заводам. Помимо двух крупных танкостроительных заводов «Шкода» и CKD (Cesco-moravska Kolben Danek), которые производили танки LT-35 и TNTP или LT-38 соответственно, Гитлер захватил автомобильные заводы «Прага» и «Татра», которые продолжили выпуск машин для Германии.
Весной 1941 года чешские бронемашины составляли 25 процентов всего танкового парка вермахта. Для вторжения в СССР 6-я танковая дивизия была все ещё частично оснащена танками 35(t), а 7, 8, 12, 19, 20 и 22-я танковые дивизии — танками 38(t). В СССР 6-я танковая дивизия взяла 103 танка 35(t) в составе 4-й танковой группы, брошенной на Ленинград.

## Другие европейские державы и их цели в межвоенный период

### Италия
С 1922 года в Италии премьер-министром являлся Бенито Муссолини, сторонник фашистских идей, идеолог фашистской партии Италии. В течение 1920-х годов Италия сохраняла традиционный союз с Великобританией для усиления своего влияния на Балканах. Но реальное укрепление позиций Италии в Восточном Средиземноморье привело с 1928 года к охлаждению итало-британских отношений. В 1930-е годы усиление Германии способствовало росту заинтересованности Великобритании и Франции в сотрудничестве с Италией, что позволило последней добиться от них ряда уступок в Африке. Итальянская армия в 1936 году завершила захват Эфиопии, превратив её в свою колонию. В ходе кризиса 1935—1938 годов Италия начала сближение с Германией, положив в основу своей внешней политики балансирование между Германией, Великобританией и Францией для расширения своего влияния в Средиземноморье.

### Великобритания
Основная цель Великобритании в межвоенный период состояла в сохранении своей роли политического центра мира и верховного арбитра в европейских делах, что требовало прежде всего поддержания европейского «баланса сил». Для этого Великобритании требовалось ослаблять преобладающее влияние Франции за счёт усиления позиций Германии. Отражением этого подхода стала «политика умиротворения», сводившаяся к ревизии существующего мирового порядка (Версальской системы) под контролем Великобритании. В результате, однако, к концу 1930-х годов к двум традиционным угрозам британским интересам со стороны СССР и США добавилась угроза со стороны Германии, что поставило Великобританию перед проблемой выбора будущего партнёра.

### Франция
Основной целью Франции являлось сохранение завоёванных позиций на основе создания общеевропейской системы безопасности, что встречало противодействие остальных великих держав. Проект «Восточного пакта» (договора о коллективной безопасности в Европе, с инициативой которого в 1934 году выступили Франция и СССР), провалился. Уступки Франции Германии привели к ослаблению её влияния в Европе. Кризис 1935—1938 годов ещё больше ослабил позиции Франции в Европе и привязал её внешнюю политику к позиции Великобритании, рассматривавшейся в качестве естественного союзника против Германии. Руководящим звеном в союзе Франции и Великобритании был британский премьер министр Невилл Чемберлен, симпатизировавший нацизму. Именно этим объясняются его попустительство в отношении Саара, Австрии и Чехословакии, приведшее к войне.

### Советский Союз
Советский Союз пытался вернуть себе влияние на европейскую политику, утраченные за годы революции и Гражданской войны. Эту задачу советское руководство решало, базируясь на концепции «мировой революции», совмещавшей коммунистическую идеологию и традиционные цели внешней политики. Стратегической целью внешнеполитической активности СССР явилось глобальное переустройство Версальской системы, что делало его основными противниками Великобританию, Францию и их союзников. Сделав ставку на неизбежность возникновения нового конфликта между империалистическими государствами, СССР стремился не допустить объединения великих держав, воспринимая это как главную угрозу своим интересам.
М. И. Мельтюхов в этой связи указывает на несколько документов, относящихся к концу 1938 — началу 1939 годов, которые, по его мнению, отражают представления советского руководства о сути происходивших на европейской арене событий и о тактике внешнеполитических действий СССР в складывающейся обстановке.
Первый — статья «Международная обстановка второй империалистической войны», опубликованная осенью 1938 года в журнале «Большевик» за подписью В. Гальянова. Под этим псевдонимом, по словам Мельтюхова, скрывался заместитель наркома иностранных дел СССР В. Потёмкин. Как следует из статьи, внешнеполитическая доктрина СССР того времени исходила из того, что новая мировая война уже началась — автор имеет в виду ряд военных акций второй половины 1930-х годов, изменивших обстановку в мире и разделивших главные капиталистические державы на «агрессоров» (Германия, Италия, Япония) и тех, кто «попустительствует агрессии» (Англия, Франция, США). По мнению автора статьи, подобное попустительство наносит ущерб интересам и самих западных держав, но фактически направлено на столкновение «агрессоров» и Советского Союза — «оплота революции и социального прогресса». Перспектива дальнейших событий представлялась следующим образом: «Фронт второй империалистической войны всё расширяется. В него втягиваются один народ за другим. Человечество идёт к великим битвам, которые развяжут мировую революцию… Конец этой второй войны ознаменуется окончательным разгромом старого, капиталистического мира», когда «между двумя жерновами — Советским Союзом, грозно поднявшимся во весь свой исполинский рост, и несокрушимой стеной революционной демократии, восставшей ему на помощь, — в пыль и прах обращены будут остатки капиталистической системы».
Схожие идеи прозвучали в выступлении А. А. Жданова на ленинградской партийной конференции 3 марта 1939 года, в котором он заявил, что фашизм — «это выражение мировой реакции, империалистической буржуазии, агрессивной буржуазии» — угрожает главным образом Англии и Франции. В этих условиях Англии очень хотелось бы, чтобы «Гитлер развязал войну с Советским Союзом», поэтому она старается столкнуть Германию и СССР, чтобы остаться в стороне, рассчитывая «чужими руками жар загребать, дождаться положения, когда враги ослабнут, и забрать». Как заявил Жданов, в Москве разгадали эти замыслы, и СССР будет «копить наши силы для того времени, когда расправимся с Гитлером и Муссолини, а заодно, безусловно, и с Чемберленом». 
Эти материалы, по мнению Мельтюхова, дополняют характеристику международной ситуации, содержавшуюся в Отчётном докладе ЦК ВКП(б) XVIII съезду партии (10 марта 1939 года), в котором были сформулированы задачи советской внешней политики в условиях начала новой империалистической войны и стремления Англии, Франции и США направить германо-японскую агрессию против СССР: Советский Союз должен был «проводить и впредь политику мира и укрепления деловых связей со всеми странами; соблюдать осторожность и не давать втянуть в конфликты нашу страну провокаторам войны, привыкшим загребать жар чужими руками; всемерно укреплять боевую мощь» армии и «крепить международные связи дружбы с трудящимися всех стран, заинтересованными в мире и дружбе между народами». Из контекста речи Сталина ясно, что «поджигателями» войны являются страны, проводящие политику невмешательства: Англия, Франция и США. В этих условиях целью советского руководства было использовать кризис и противоречия великих держав для дальнейшего усиления своего влияния в мире с перспективой окончательного решения вопроса о существовании капиталистического общества.

## Основные международные политические соглашения в Европе в 1936—1939 годах
- Антикоминтерновский пакт — международный договор, заложивший основы коалиции стран Оси во Второй мировой войне. Во время войны его подписало большинство союзников Германии.
- Англо-итальянское соглашение, заключённое весной 1938 года (иногда называется «Пасхальным договором»), явилось частью попыток Англии и Франции предотвратить союз Италии и Германии.
- Мюнхенское соглашение, подписанное в 1938 году, стало кульминацией предвоенной политики умиротворения Германии, проводившейся Англией и Францией. Фактически привело к разделу Чехословакии и захвату её остатков Германией через несколько месяцев.
- Англо-германская декларация о дружбе и ненападении, подписанная 30 сентября 1938 года.
- Франко-германская декларация, подписанная 6 декабря 1938 года в Париже, — соглашение, которое по сути перечеркнуло советско-французский договор о взаимной помощи 1935 года.
- Англо-польский военный альянс, заключённый в 1939 году, определял меры взаимопомощи в случае агрессии одной из «европейских держав».
- Германо-итальянский договор о союзе и дружбе, подписанный в мае 1939 года, закрепил складывающееся союзничество между Италией и Германией.
- Договор о ненападении между Германией и Советским Союзом, заключённый в августе 1939 года. К договору прилагался секретный дополнительный протокол о разграничении сфер интересов сторон в Восточной Европе на случай «территориально-политического переустройства».

## Политический кризис 1939 года
К концу 1938 года Версальская система в Европе практически прекратила своё существование, а Мюнхенское соглашение значительно усилило Германию. В этих условиях германское руководство поставило перед собой новую внешнеполитическую цель — достичь гегемонии в Европе, закрепив за собой роль великой мировой державы. В результате захватнических действий Германии и Италии в марте-апреле 1939 года в Европе начался предвоенный политический кризис — период непосредственной расстановки военно-политических сил в предвидении вероятной войны. Именно эти действия вынудили Великобританию и Францию начать зондаж позиции СССР в поисках союзников для сдерживания германской экспансии.
После оккупации Судет в октябре 1938 года на первый план германской внешней политики выдвинулись вопросы германо-польских отношений. 24 октября министр иностранных дел Германии Иоахим фон Риббентроп провёл в Берлине беседу с послом Речи Посполитой Юзефом Липским, где выдвинул следующие предложения (до конца марта 1939 года они оставались в тайне):
- присоединение к Германии Вольного Города Данцига;
- прокладка автострады и железной дороги через польское Поморье;
- присоединение Польши к Антикоминтерновскому пакту (или, по крайней мере, открытое заявление польского руководства о том, что Польша является политическим партнёром Германии и стратегическим противником СССР).

Взамен Польше были предложены:
- взаимное признание существующих польско-германских границ;
- продление договора о ненападении ещё на 25 лет;
- поддержка Германией польских территориальных претензий на Востоке и помощь в решении пограничных вопросов с Венгрией;
- сотрудничество в вопросе[11] эмиграции евреев из Польши и получения колоний;
- взаимные консультации по всем внешнеполитическим вопросам.

В случае достижения соглашения на этих условиях Германия решила бы для себя задачу тылового прикрытия с востока (в том числе и от СССР) в предвидении окончательной оккупации Чехословакии, ревизовала бы германо-польскую границу, установленную в 1919 году, и значительно упрочила бы свои позиции в Восточной Европе.
6 января 1939 года, во время визита министра иностранных дел Польши Юзефа Бека в Германию, Риббентроп в самой решительной форме потребовал согласия Польши на присоединение Данцига к Германии и проведение транспортных линий через Поморье. Поскольку все эти требования повторил и Гитлер на встрече с Беком, польскому руководству стало ясно, что они не являются личной инициативой Риббентропа, как предполагалось ранее, а исходят от руководителя Третьего рейха. По возвращении из Германии Юзефа Бека в варшавском Королевском замке состоялось совещание с участием президента Польской Республики Игнацы Мосьцицкого и главнокомандующего Войска Польского Эдварда Рыдз-Смиглы. На этом совещании германские предложения были признаны абсолютно неприемлемыми. В заявлении участников совещания подчёркивалось, что принятие германских предложений неминуемо привело бы к потере независимости и сделало бы Польшу вассалом Германии. Сразу же после совещания Генеральный штаб Войска Польского приступил к разработке оперативного плана «Запад» на случай германской агрессии.
21 марта, через неделю после окончательного раздела Чехословакии, Гитлер в своём меморандуме вновь вернулся к требованиям по Данцигу. Призывы Польши соблюдать взаимные гарантии по статусу Вольного города в соответствии с решениями Лиги Наций немецкой стороной были отвергнуты. 22 марта маршал Рыдз-Смиглы утвердил оперативный план «Запад». На следующий день, 23 марта, начальник Главного штаба Войска Польского бригадный генерал Вацлав Стахевич провёл скрытную мобилизацию четырёх дивизий Интервенционного корпуса, дислоцированных в Восточном Поморье. 26 марта правительство Польши официально ответило отказом на меморандум Гитлера, а 28 марта заявила, что изменение статус-кво в Данциге будет рассматриваться как нападение на Польшу, чем сорвала осуществление там нацистского путча.
21—23 марта Германия под угрозой применения силы вынудила Литву передать ей Мемельскую (Клайпедскую) область. Надежды Каунаса на поддержку Англии, Франции и Польши оказались напрасными. В тот же день было подписано германо-румынское экономическое соглашение, значительно укрепившее влияние Германии в этой стране.
27 марта начались военные переговоры Великобритании и Франции, на которых стороны договорились, что в случае войны Великобритания направит во Францию первоначально 2 дивизии, через 11 месяцев — ещё 2 дивизии, а через 18 месяцев — 2 танковые дивизии. Варианты помощи Польше даже не рассматривались. Основным способом военных действий союзников должна была стать оборона и экономическая блокада Германии. Действия ВВС ограничивались только военными объектами.
31 марта Великобритания предложила Польше военную помощь в случае нападения и выступила гарантом её независимости. Ответом Гитлера на это заявление стал его приказ, отданный в ночь на 4 апреля, — до конца сентября завершить тайную подготовку по плану «Вайс», предусматривающему вторжение на территорию Польши и полный захват страны.
6 апреля Юзеф Бек подписал в Лондоне соглашение о взаимных гарантиях между Великобританией и Польшей. Это соглашение послужило Гитлеру поводом для разрыва 28 апреля германо-польского договора о ненападении от 1934 года и англо-германского морского соглашения 1935 года. 30 апреля Германия неофициально информировала Францию, что либо Великобритания и Франция убедят Польшу пойти на компромисс, либо Германия будет вынуждена наладить отношения с Москвой.
7—12 апреля Италия оккупировала Албанию, что нарушило англо-итальянское соглашение о сохранении статус-кво на Средиземном море.
19 мая в Париже был подписан совместный польско-французский протокол, предусматривающий как военную помощь, так и участие в боевых действиях в случае германского нападения на Польшу.

### Дипломатическая активность Англии, Франции, Германии и СССР перед Второй мировой войной
С осени 1938 года германское руководство стало постепенно добиваться нормализации отношений с СССР. 19 декабря был продлён на 1939 год советско-германский торговый договор, а в начале 1939 года по инициативе Германии были начаты экономические переговоры.
Тем временем действия Германии весной 1939 года в отношении Чехословакии, Литвы, Польши и Румынии заставили Великобританию и Францию заняться поиском союзников для сдерживания германской экспансии. Одновременно Германия предприняла зондаж позиции СССР на предмет улучшения отношений, но советская сторона предпочла занять выжидательную позицию.
Ещё 23 сентября 1938 года СССР официальной нотой предупредил Польшу, что любая попытка последней оккупировать часть Чехословакии аннулирует Польско-советский договор о ненападении 1932 года.  Однако уже 20 сентября 1938 года Польша договорилась с Германией о координации военных действий против Чехословакии. Сразу же после соглашения о расчленении этой страны 30 сентября польское правительство направило чешскому правительству ультиматум, на который надлежало дать ответ через 24 часа. Черчилль писал: «Не было никакой возможности оказать сопротивление этому грубому требованию». 2 ноября 1938 года Польша ввела на территорию Чехословакии свои войска и захватила Заользье и Тешинскую Силезию. 
Черчилль так охарактеризовал поведение польского правительства: «Слава в периоды мятежей и горя, гнусность и позор в периоды триумфа. Храбрейшими из храбрых слишком часто руководили гнуснейшие из гнусных! И все же всегда существовали две Польши: одна из них боролась за правду, а другая пресмыкалась в подлости» .
В советской и российской историографии принято считать, что цели Великобритании и Франции в начавшихся переговорах в Москве заключались в следующем: отвести от своих стран угрозу войны; предотвратить возможное советско-германское сближение; демонстрируя сближение с СССР, достичь соглашения с Германией; втянуть Советский Союз в будущую войну и направить германскую агрессию на Восток. Как правило, отмечается, что Великобритания и Франция, стремясь сохранить видимость переговоров, в то же время не желали равноправного союза с СССР. В постсоветский период появились указания на то, что Запад был более заинтересован в союзе с СССР, нежели советское руководство — в союзе с Великобританией и Францией. Что касается целей СССР на этих переговорах, то этот вопрос является предметом дискуссии. Как правило, считается, что советское руководство ставило перед дипломатами три основные задачи — предотвратить или оттянуть войну и сорвать создание единого антисоветского фронта. Сторонники официальной советской версии считают, что стратегической целью советского руководства летом 1939 года было обеспечение безопасности СССР в условиях начавшегося кризиса в Европе; их оппоненты указывают, что советская внешняя политика способствовала столкновению Германии с Великобританией и Францией в расчёте на «мировую революцию». По мнению ряда авторов, с марта 1939 года СССР получил возможность выбирать партнёров, поскольку в переговорах с ним в равной степени были заинтересованы и Великобритания с Францией, и Германия.
17 апреля в ответ на предложения Великобритании и Франции СССР предложил этим странам заключить договор о взаимопомощи. 3 мая, когда стало ясно, что Великобритания и Франция не приняли советское предложение, народным комиссаром иностранных дел вместо М. М. Литвинова был назначен В. М. Молотов, по совместительству оставшийся главой СНК СССР. 14 мая советская сторона вновь предложила заключить англо-франко-советский союз, военную конвенцию и предоставить совместные гарантии малым странам Центральной и Восточной Европы.
Тем временем 22 мая был подписан «Стальной пакт» между Германией и Италией. 23 мая, выступая перед военными, Гитлер обозначил основную цель германской внешней политики — возвращение в число «могущественных государств», для чего требовалось расширить «жизненное пространство», что было невозможно «без вторжения в чужие государства или нападения на чужую собственность». Германия должна была создать продовольственную базу на востоке Европы на случай дальнейшей борьбы с Западом. С этой проблемой был тесно связан вопрос о позиции Польши, которая сближалась с Западом, не могла служить серьёзным барьером против большевизма и являлась традиционным врагом Германии — поэтому следовало «при первом же подходящем случае напасть на Польшу», обеспечив нейтралитет Англии и Франции.
24 мая Великобритания решила идти на союз с СССР, и 27 мая Москва получила новые англо-французские предложения, предусматривавшие заключение договора о взаимопомощи на 5 лет. 31 мая на сессии Верховного Совета СССР в выступлении Молотова прозвучала критика позиции Великобритании и Франции, которые, по его словам, лишь демонстрировали уступки и не хотели дать гарантии прибалтийским государствам. В этих условиях, отметил Молотов, «мы вовсе не считаем необходимым отказываться от деловых связей» с Германией и Италией. Тем самым Москва стремилась оказать давление как на Великобританию и Францию, так и на Германию.
2 июня возобновились советско-германские экономические контакты, а на московских переговорах СССР вручил Великобритании и Франции новый проект договора. Тем временем Эстония и Латвия высказались против гарантий со стороны Великобритании, Франции и СССР и 7 июня заключили с Германией договоры о ненападении. СССР, однако, продолжал настаивать на включении в англо-франко-советский договор положения о гарантиях прибалтийским государствам или заключения простого трёхстороннего договора без гарантий третьим странам. На экономических переговорах с Германией советская сторона несколько раз намекала на необходимость создания «политической базы», ожидая от Германии конкретных предложений, однако Гитлер предпочитал не торопить события. 29 июня в газете «Правда» появилась статья члена Политбюро А. А. Жданова, в которой отмечалось, что англо-франко-советские переговоры «зашли в тупик», поскольку Англия и Франция «не хотят равного договора с СССР». Параллельно контактам с СССР Великобритания продолжала зондировать Германию на предмет переговоров. Германия же, опасаясь британских ВВС и французской армии, которые в случае своего вмешательства могли значительно осложнить её положение, пыталась получить чёткий ответ на основной вопрос: что будут делать Великобритания и Франция в случае германо-польской войны. Тем временем в ходе очередных англо-французских военных переговоров, прошедших в июне, было решено, что союзники не станут помогать Польше в случае нападения Германии, постараются удержать Италию от вступления в войну и не станут предпринимать контрударов по Германии.
1 июля Великобритания и Франция согласились дать гарантии прибалтийским государствам. В тот же день Москва намекнула Берлину, что «ничто не мешает Германии доказать серьёзность своего стремления улучшить свои отношения с СССР». 3 июля Германия предложила Москве договориться о будущих судьбах Польши и Литвы. 4 июля СССР проинформировал Италию, что пойдёт на договор с Великобританией и Францией только тогда, когда они примут все советские условия, и вновь заявил, «что ничто не мешает германскому правительству доказать на деле серьёзность и искренность своего стремления улучшить отношения с СССР». 8 июля Великобритания и Франция констатировали, что договор с СССР в целом согласован, однако советская сторона выдвинула новые требования (речь идёт о расширенной формулировке понятия «косвенная агрессия», не соответствовавшей международному праву), отказавшись идти на какие-либо уступки. Кроме того, СССР настаивал на одновременном заключении политического договора и военной конвенции. 19 июля британское руководство решило согласиться на военные переговоры для того, чтобы затруднить советско-германские контакты и усилить свои позиции в отношении Германии. Считалось, что военные переговоры позволят не допустить советско-германского сближения и затянуть время до осени, когда Германия в силу погодных условий не решится начать войну.
25 июля Великобритания и Франция уведомили СССР о согласии начать предложенные Москвой военные переговоры. Параллельно между Великобританией и Германией продолжались неофициальные контакты и зондажи, в ходе которых, в частности, обсуждались возможный раздел сфер влияния в мире и невмешательство в дела друг друга.
24 июля Германия в очередной раз зондировала СССР, предложив учесть советские интересы в Прибалтике и Румынии в обмен на отказ Москвы от договора с Великобританией. 26 июля Германия предложила СССР согласовать интересы в Восточной Европе. 27 июля Великобритания, Франция и СССР договорились о подготовке к началу военных переговоров, но СССР отказался опубликовать коммюнике об урегулировании основных положений политического договора. Германия тем временем, опасаясь неблагоприятного для себя исхода военных переговоров в Москве, готовила свои собственные предложения СССР по разделу Польши и Прибалтики.
Будучи вынужденными согласиться на ведение военных переговоров до заключения политического договора, Великобритания и Франция использовали их в первую очередь для дальнейшего давления на Берлин угрозой англо-франко-советского союза. Инструкции британской и французской военных делегаций предусматривали, что «до заключения политического соглашения делегация должна… вести переговоры весьма медленно, следя за развитием политических переговоров». Всё ещё надеясь достичь договорённости с Германией, британское правительство не желало в результате переговоров с СССР «быть втянутым в какое бы то ни было определённое обязательство, которое могло бы связать нам руки при любых обстоятельствах. Поэтому в отношении военного соглашения следует стремиться к тому, чтобы ограничиваться сколь возможно более общими формулировками».
Тем временем 2—3 августа Германия вновь предложила улучшить отношения с СССР на базе разграничения интересов сторон в Восточной Европе. Москва в целом одобрила эту идею и согласилась продолжить обмен мнениями с Германией. 2 августа на московских переговорах с Великобританией и Францией СССР вновь подтвердил неизменность своей позиции по «косвенной агрессии», а 7 августа политические переговоры в Москве были прерваны.
8—10 августа СССР получил сведения о том, что интересы Германии распространяются на Литву, Западную Польшу, Румынию без Бессарабии, но, в случае договорённости с Германией, СССР будет должен отказаться от договора с Великобританией и Францией. 11 августа советское руководство согласилось на начало постепенных переговоров по этим вопросам в Москве. В тот же день в СССР прибыли военные миссии Великобритании и Франции, на переговорах с которыми 14 августа советской стороной был поднят вопрос о проходе Красной Армии через Польшу и Румынию, и 17 августа в трёхсторонних военных переговорах сделан перерыв. 13 августа Германия уведомила СССР, что согласна вести переговоры в Москве.
Англо-германские контакты и зондажи продолжались в августе параллельно с контактами между Германией и СССР. М. Мельтюхов отмечает, что в этот период для германского руководства в решающую фазу вступил вопрос о выяснении позиции Великобритании и СССР в случае войны с Польшей. 14 августа в ходе совещания с военными Гитлер заявил о своём решении начать войну с Польшей, поскольку «Англия и Франция не вступят в войну, если ничто не вынудит их к этому». У германского руководства усиливалась уверенность в том, что Великобритания пока не готова к войне, и в этих условиях следует не связывать себе руки соглашением с Великобританией, а воевать с ней. Великобритания и Франция, в свою очередь, всё ещё не были уверены в том, что Германия будет воевать с Польшей. 18—20 августа Польша, категорически отвергавшая сотрудничество с СССР, была готова к переговорам с Германией для обсуждения германских условий территориального урегулирования, но Берлин, взявший курс на войну, уже не интересовало мирное решение вопроса. Германо-польские переговоры так и не состоялись.
15 августа Германия передала Москве широкие предложения и поставила вопрос о приезде в Москву министра иностранных дел И. Риббентропа. СССР предложил Германии обсудить проблемы гарантий прибалтийских стран, нормализации советско-японских отношений и пакта о ненападении. 17—19 августа Великобритания и Франция уточняли позицию Польши относительно прохода Красной Армии и пытались добиться её согласия, но Польша не изменила своей позиции. 17 августа Германия приняла все предложения СССР и вновь предложила ускорить переговоры путём приезда Риббентропа в Москву. СССР предложил сначала подписать экономический договор, а потом договориться о пакте и протоколе. 19 августа Германия сообщила о своём согласии «учесть всё, чего пожелает СССР», и вновь настаивала на ускорении переговоров. Советская сторона передала в Берлин проект пакта о ненападении и дала согласие на приезд Риббентропа 26—27 августа. В тот же день было подписано советско-германское экономическое соглашение, о чём было сообщено в прессе.
Утром 21 августа началось последнее заседание англо-франко-советских военных переговоров, в ходе которого стало ясно, что переговоры зашли в тупик. В 15 часов посол Шуленбург передал Молотову телеграмму от Гитлера «господину И. В. Сталину», в которой фюрер сообщал о своём согласии с советским проектом пакта о ненападении и о готовности выработать «дополнительный протокол» в ходе визита в Москву «ответственного государственного деятеля Германии». Указав на угрозу германо-польского кризиса, Гитлер предлагал принять Риббентропа «во вторник, 22 августа, но не позднее среды, 23 августа. Министр иностранных дел имеет всеобъемлющие и неограниченные полномочия, чтобы составить и подписать как пакт о ненападении, так и протокол». В 17 часов Молотов передал Шуленбургу ответ Сталина «рейхсканцлеру Германии господину А. Гитлеру» с сообщением о согласии советского правительства «на приезд в Москву г. Риббентропа 23 августа». В тот же день германское руководство с аналогичным предложением (о визите рейхсмаршала Геринга) обратилось и к Великобритании, причём предложенная дата визита была той же самой - 23 августа. Великобритания также приняла предложение. 22 августа Гитлер сделал свой выбор и, исходя из необходимости прежде всего подписать договор с СССР, отменил поездку Геринга, хотя Лондон об этом известили лишь 24 августа.
22 августа советская пресса сообщила о предстоящем приезде Риббентропа для заключения пакта о ненападении, при этом СССР информировал Великобританию и Францию, что «переговоры о ненападении с Германией не могут никоим образом прервать или замедлить англо-франко-советские переговоры». В тот же день Франция попыталась вновь добиться от Польши согласия на проход Красной Армии, чтобы иметь возможность ограничить значение будущего советско-германского пакта или сорвать его подписание. Одновременно глава французской военной миссии в Москве пытался настоять на продолжении военных переговоров с СССР, но глава советской военной миссии, сославшись на то, что «позиция Польши, Румынии, Англии неизвестна», предложил не торопиться с продолжением переговоров.
23 августа в Москву на специальном самолёте через Кёнигсберг прибыл Риббентроп, и в ходе переговоров со Сталиным и Молотовым в ночь на 24 августа были подписаны советско-германский пакт о ненападении и секретный дополнительный протокол, определивший «сферы интересов» сторон в Восточной Европе. К сфере интересов СССР были отнесены Финляндия, Эстония, Латвия, территория Польши к востоку от рек Нарев, Висла и Сан, а также румынская Бессарабия.
Подписав пакт о ненападении с Германией, СССР 25 августа заявил англо-французской военной миссии, что в изменившейся ситуации военные переговоры «теряют всякий смысл». В тот же день Франции было сообщено, что договор 1935 года остаётся в силе, а политические переговоры с Великобританией и Францией могли бы быть продолжены, если они готовы принять советские предложения. Лондон и Париж, однако, решили не идти на уступки СССР, который втайне от них предпочёл какие-то иные собственные интересы «общему делу» защиты западных демократий, и в ночь на 26 августа их военные миссии покинули Москву.
Для Германии подписанный пакт Риббентропа — Молотова не означал вообще никакой ревизии проводимой до того антисоветской политической линии и программных целей, что доказывает высказывание Гитлера за двенадцать дней до этого, 11 августа, в разговоре с Верховным комиссаром Лиги наций в Данциге Карлом Буркхадтом: «Всё, что я делаю, направлено против России; если Запад слишком глуп и слеп, чтобы понять это, я буду вынужден договориться с русскими, разбить Запад и затем после его разгрома концентрированными силами обратиться против Советского Союза. Мне нужна Украина, чтобы нас не уморили голодом, как в последней войне».

## Начало Второй мировой войны
Приняв решение о подписании договора с СССР, Гитлер таким образом пытался избежать опасности ведения войны на два фронта и обеспечить свободу действий Германии в Польше и на Западе. 19 августа, сразу же после получения согласия Сталина, Гитлер назначил на 22 августа совещание в Берхтесгадене для высших чинов вермахта. Охарактеризовав общую политическую ситуацию, он сделал вывод, что обстановка благоприятствует Германии, вмешательство Великобритании и Франции в германо-польский конфликт маловероятно, они не смогут помочь Польше, а с СССР будет заключён договор, что также снизит угрозу экономической блокады Германии. В этих условиях стоит рискнуть и разгромить Польшу, одновременно сдерживая Запад. При этом следовало быстро разгромить польские войска, поскольку «уничтожение Польши остаётся на первом плане, даже если начнётся война на Западе». Гитлер рассматривал «договор (с СССР) как разумную сделку. По отношению к Сталину, конечно, надо всегда быть начеку, но в данный момент он (Гитлер) видит в пакте со Сталиным шанс на выключение Англии из конфликта с Польшей». В первой половине дня 23 августа, когда Риббентроп ещё находился на пути в Москву, Гитлер отдал приказ о нападении на Польшу в 4.30 утра 26 августа.
23 августа Франция заявила, что поддержит Польшу, но Верховный совет национальной обороны принял решение, что военные меры против Германии будут предприняты лишь в случае её нападения на Францию. В тот же день Гитлер получил послание от Чемберлена, в котором тот заявлял, что в случае войны Великобритания поддержит Польшу, но при этом демонстрировал готовность к соглашению с Германией. В Лондоне всё ещё ожидали визита Геринга, и лишь 24 августа стало ясно, что он не приедет. Получив рано утром 24 августа донесение от Риббентропа о подписании пакта, Гитлер в тот же день уведомил Польшу, что препятствием к урегулированию конфликта являются английские гарантии. Опасаясь, что Варшава пойдёт на уступки Берлину, Великобритания 25 августа подписала с Польшей договор о взаимопомощи. Вечером 25 августа об этом стало известно в Берлине. Кроме того, Италия, которая и ранее высказывала опасения в связи с угрозой новой мировой войны, известила об отказе участвовать в ней. Всё это привело к тому, что примерно в 8 часов вечера был отдан приказ об отмене нападения на Польшу.
Великобритания, Франция и Польша всё ещё не были уверены, что Германия решится начать войну, учитывая наличие англо-польского договора. 28 августа Великобритания рекомендовала Берлину начать прямые переговоры с Варшавой и обещала повлиять на поляков в пользу переговоров с Германией. Во второй половине дня 28 августа Гитлер установил ориентировочный срок начала войны на 1 сентября. 29 августа Германия дала согласие на прямые переговоры с Польшей на условиях передачи Данцига, плебисцита в «польском коридоре» и гарантии новых границ Польши Германией, Италией, Англией, Францией и СССР. Прибытие польских представителей на переговоры ожидалось 30 августа. В тот же день Берлин уведомил Москву о британских предложениях по урегулированию германо-польского конфликта и о том, что Германия в качестве условия поставила сохранение договора с СССР, союза с Италией и не будет участвовать в будущей международной конференции без участия СССР.
30 августа Великобритания вновь подтвердила своё согласие воздействовать на Польшу при условии, что войны не будет и Германия прекратит антипольскую кампанию в печати. В этот день вермахт всё ещё не получил приказа о нападении на Польшу, поскольку существовала возможность того, что Великобритания пойдёт на уступки. 30 августа Великобритания получила точные сведения о предложениях Германии по урегулированию польской проблемы, но не известила Варшаву об этих предложениях, и надеясь ещё отсрочить войну, в ночь на 31 августа уведомила Берлин об одобрении прямых германо-польских переговоров, которые должны были начаться через некоторое время. Рано утром 31 августа Гитлер подписал директиву № 1, которой устанавливалось, что нападение на Польшу должно начаться в 4.45 утра 1 сентября 1939 года. Лишь днём 31 августа германские предложения об урегулировании кризиса были переданы Великобританией польскому правительству, которое оказалось не готово к прямым переговорам с Германией. 1 сентября Германия напала на Польшу.
Под предлогом нарушения Польшей границ и якобы устроенного поляками нападения на радиостанцию Глейвиц, 1 сентября германским войскам был отдан приказ перейти польскую границу. Фюрер выступил с речью в рейхстаге и представил эту военную операцию как полицейскую акцию, которая не направлена против западных держав. В тот же день военные действия против Польши на стороне Германии начала Словакия. 3 сентября Великобритания и Франция в соответствии с принятыми ими в отношении Польши обязательствами объявили войну Германии. Им последовали страны Британского содружества наций — Австралия, Новая Зеландия, Канада, Южная Африка и Индия. В тот же день президент США провозгласил нейтралитет своей страны в данном европейском конфликте. 17 сентября с востока, под предлогом защиты коренного населения Западной Украины и Западной Белоруссии, в пределы Польши вторглись войска СССР. Началась Вторая мировая война.